# قائمة الأشخاص الذين اختفوا في ظروف غامضة: 1990 حتى الآن
هذه قائمة بالأشخاص الذين اختفوا في ظروف غامضة بعد عام 1990 والأشخاص الذين لا يُعرف مكان وجودهم أو الذين لم تؤكد وفاتهم، باستثناء الأشخاص الذين اختفوا في البحر. منذ سبعينيات القرن العشرين، اختفى العديد من الأفراد في جميع أنحاء العالم، وظلت أماكن وجودهم وحالتهم غير معروفة. في نهاية المطاف، يعلن وفاة العديد من المختفين غيابيا، ولكن ظروف وتواريخ وفاتهم تظل لغزا. ومن المحتمل أن يكون بعض هؤلاء الأشخاص قد تعرضوا للاختفاء القسري، ولكن في بعض الحالات كانت المعلومات حول مصائرهم اللاحقة غير كافية.
البيانات الإحصائية العالمية عن الأشخاص المفقودين في جميع أنحاء العالم منذ أواخر القرن العشرين وأوائل القرن الحادي والعشرين غير موثوقة بسبب عدد من العوامل، بما في ذلك الهجرة الدولية، وقدرات السفر، والحماية القانونية للأفراد الذين ربما اختاروا الاختفاء عمدًا. ووفقاً للجنة الدولية للمفقودين، "لا توجد سوى إحصاءات شاملة وموثوقة بشأن عدد الأشخاص الذين يختفون في مختلف أنحاء العالم نتيجة للاتجار بالبشر، والعنف المرتبط بالمخدرات، والهجرة. وحتى أعداد الأشخاص المفقودين نتيجة للصراعات المسلحة وانتهاكات حقوق الإنسان، والتي تخضع لرصد أكثر كثافة، يصعب التحقق منها، نظراً لتردد معظم الدول في التعامل بصدق وفعالية مع هذه القضية".
بحلول منتصف تسعينيات القرن العشرين في الولايات المتحدة الأمريكية، ارتفع عدد حالات الأشخاص المفقودين إلى ما يقرب من مليون حالة، على الرغم من أن هذا العدد انخفض بنحو النصف اعتبارًا من عام 2021. اعتبارًا من عام 2014، يُقدر متوسط عدد الأشخاص المفقودين في الولايات المتحدة في أي وقت بحوالي 90.000 شخص، حوالي 60% منهم من البالغين، و40% منهم من الأطفال؛ في عام 2021، بلغ العدد الإجمالي لحالات الأشخاص المفقودين حوالي 520.000 حالة. وفقًا لتقرير صدر عام 2017، فإن ولايات أوريغون وأريزونا وألاسكا الأمريكية لديها أعلى عدد من حالات الأشخاص المفقودين لكل 100000 شخص. وفي كندا ــ التي يزيد عدد سكانها قليلاً عن عُشر سكان الولايات المتحدة ــ فإن عدد حالات الأشخاص المفقودين أقل، ولكن المعدل للفرد أعلى، حيث يقدر عددهم بنحو 71 ألف حالة في عام 2015. ومن بين هؤلاء الكنديين المفقودين، عثر على 88% منهم في غضون سبعة أيام، في حين يظل حوالي 500 فرد في عداد المفقودين بعد مرور عام. في المملكة المتحدة، قُدِّر في عام 2009 أن حوالي 275000 بريطاني يختفون كل عام. وفي بعض البلدان، مثل اليابان، لا يتناسب انتشار الأشخاص المفقودين مع البيانات المعروفة، حيث لا يبلغ عن أعداد كبيرة من الأشخاص المفقودين للسلطات.

## تسعينيات القرن العشرين
| التاريخ       | الاشخاص              | العمر عند الاختفاء | اختفى من                          | ظروف الاختفاء | المراجع       |
| ------------- | -------------------- | ------------------ | --------------------------------- | --- | ------------- |
| 5 فبراير 1990 | أميس غلوفر           | 5 أشهر             | لندن، إنجلترا                     | غلوفر، طفل يبلغ من العمر 5 أشهر، اختفى من المقعد الخلفي لسيارة والده في لندن، إنجلترا. ولم يعثر عليه ولم يوجه أي تهم. | [ 11 ]        |
| 18 مارس 1990  | دانيت وجانيت ميلبروك | 15                 | أوغستا، جورجيا، الولايات المتحدة  | دانيت وجانيت ميلبروك توأمان شقيقان شوهدا آخر مرة من قبل موظف محطة وقود في محطة وقود Pump-N-Shop على زاوية شارع 12 ومارتن لوثر كينغ جونيور بوليفارد في أوغوستا، جورجيا، حوالي الساعة 4:30 مساءً. إغلقت قضيتهم في عام 1991، وأعيد فتحها لاحقًا في عام 2013. | [ 12 ] [ 13 ] |
| 10 أبريل 1990 | تيدي وانغ            | 56                 | هونغ كونغ البريطانية              | اختطف رجل الأعمال الصيني ومؤسس مجموعة تشيناتشيم، تيدي وانغ، في 10 أبريل 1990، ولم يره أحد منذ ذلك الحين. | [ 14 ]        |
| 14 أبريل 1990 | آلان كان             | 45                 | باريس، فرنسا                      | آلان كان هو موسيقي فرنسي شوهد آخر مرة في محطة مترو Rue de la Pompe الباريسية في باريس في 14 أبريل 1990، ولم يره أحد منذ ذلك الحين. | [ 15 ]        |
| 20 أبريل 1990 | كريستوفر كيرزي       | 17                 | إيجان، مينيسوتا، الولايات المتحدة | اختفى كيرزي بعد أن أشار إلى أنه سيعود إلى المنزل بحلول الساعة 6 مساءً، لكنه لم يفعل ذلك أبدًا. عثر على سيارته بعد يومين في غراند رابيدز. | [ 16 ]        |